# Gypsochares astragalotes
Gypsochares astragalotes là một loài bướm đêm thuộc họ Pterophoridae. Loài này có ở Nam Phi.